# H. W. Garrod
Heathcote William Garrod  (21 janvier 1878 – 25 décembre 1960) est un spécialiste britannique de littérature et des humanités.

## Jeunesse et études
H. W. Garrod est né à Wells. Il est le cinquième de six enfants d'un avocat, Charles William Garrod et de son épouse, Louisa (née Ashby). Il va au Bath College et au Balliol College. Il reçoit en 1909 le prix Gaisford prize (en) pour la prose en grec et en 1901 le prix Newdigate pour un poème de langue anglaise. Il reçoit un premier prix de la Final Honour School of Literae Humaniores lors du trimestre estival de 1901. En octobre suivant il est élu fellow du Merton College, un poste qu'il conserve pendant 60 années.

## Carrière
En juin 1902 il est engagé comme maître-assistant au Corpus Christi College. Bien qu formé aux lettres classiques, Garrod a plus d'intérêt pour la littérature anglaise. Son livre de 1923, Wordsworth: Lectures and Essays reçoit un bon accueil et lui permet d'accéder au titre de Oxford Professor of Poetry de 1923 à 1928. En 1925, il quitte son poste de lettres classiques d'Oxford pour un poste e chercheur en littérature anglaise, qui a été laissé vacant après la mort de W. P. Ker (en). De 1929 à 1930, Garrod devient professeur de l'Université Harvard.
Garrod publie une série d'études critiques, d'essais et de conférences sur des poètes et des écrivains en anglais comprenant The Profession of Poetry (1929), Poetry and the Criticism of Life (1931), Keats: a Critical Appreciation (1926) et Collins (1928). Ses livres de 1939 et de 1958 sur John Keats dans la collection Oxford English Texts demeurent des ouvrages de référence pour les universitaires.

## Première Guerre mondiale
Pendant la Première Guerre mondiale, il travaille en tant que civil pour le Ministère des Munitions puis le Ministère de la Reconstruction. Il est nommé commandeur de l'Ordre de l'Empire britannique lors de la promotion du nouvel an 1918 pour ses efforts.
Bien que la citation soit souvent attribuée à des auteurs plus renommés, les sources les plus fiables le donne comme la personne qui a répondu à une femme qui lui demandait pourquoi il ne combattait pas avec les soldats de la Première Guerre Mondiale pour défendre la civilisation : « Madame, je suis la civilisation pour laquelle ils se battent ».

## Honneurs
Garrod reçoit un titre de docteur honoraire de l'Université de Durham en 1930 et de l'Université d'Édimbourg en 1953. Il est élu fellow de la British Academy en 1931.
Garrod, qui ne s'est jamais marié, meurt à Oxford le jour de Noël 1960.

## Œuvres
- Statii Thebais et Achilleis (Oxford, 1906) éditeur (seconde édition en 1926, réimprimé en 1951)
- Opvs epistolarvm Des Erasmi Roterdami (1906) éditeur avec H. M. Allen
- The Religion of All Good Men: And Other Studies in Christian Ethics (1906)
- Manili Astronomicon Liber II (1911)
- The Oxford Book of Latin Verse (1912)
- Einhard's Life of Charlemagne (1915) éditeur avec R. B. Mowat
- Wordsworth: Lectures and Essays (1923)
- Byron 1824–1924 (1924)
- The Profession of Poetry, Conférence d'inauguration du Professor of Poetry, Université d'Oxford, 13 février 1924 (1924)
- Coleridge Poetry and Prose with Essays By Hazlitt, Jeffrey, De Quincey, Carlyle & Others  (1925) éditeur
- Keats (1926)
- Merton Muniments (1928) avec Percy Stafford Allen
- The Poetry of Collins (1928) Conférence Warton
- The Profession of Poetry and other lectures (1929)
- Poetry and the Criticism of Life (1931)
- Ancient Painted Glass in Merton College Oxford (1931)
- Tolstoi's Theory of Art (1935) Taylorian Lecture (en)
- Opera Flacci, Q. Horati (1941) éditeur avec Edward C. Wickham
- Epigrams (1946)
- List of the Writings of H. W. Garrod (1947)
- John Donne; Poetry and Prose with Izaac Walton's Life. Appreciations By Ben Jonson, Dryden, Coleridge and Others (1948)
- Genius Loci and other essays (1950)
- Poetical Works of John Keats (1956)
- Study of Good Letters (1963)